# Grybów
Grybów ist eine Stadt in Polen in der Woiwodschaft Kleinpolen. Grybów gehört zum Powiat Nowosądecki und hat etwa 6000 Einwohner (2015). Die Stadt bildet eine eigene Stadtgemeinde (gmina miejska) und ist Sitz der eigenständigen Landgemeinde Grybów.

## Geographische Lage
Grybów liegt im Süden der Woiwodschaft Kleinpolen etwa 30 Kilometer nördlich der Staatsgrenze Polens zur Slowakei. Die Stadt liegt in den Westkarpaten in den Beskid Sądecki (Sandezer Beskiden).

## Geschichte

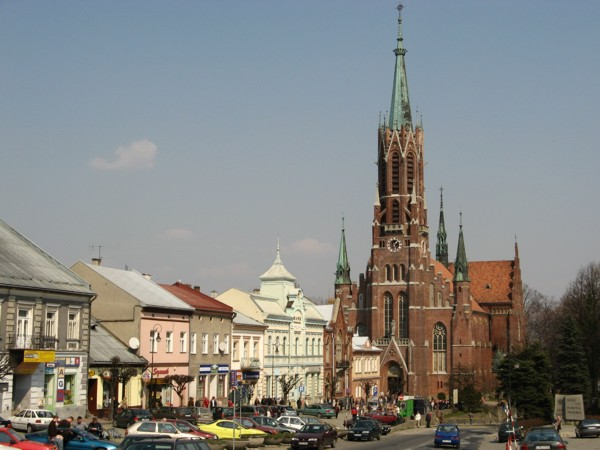
Grybów

Das heutige Grybów geht auf die Anlage des Ortes Grynberk, Grymberk bzw. Tymberch (der mittelhochdeutsche Name wäre heute Grünberg) auf 150 fränkischen Hufen im Jahr 1340 zurück. 1346 wurde er einmalig als Grewstat erwähnt. Der heutige polonisierte Name Grybowa tauchte erst im Jahr 1365 bzw. 1388 als Grebow auf.
Die Stadt wurde nach einer Rückkehr des Königs Kasimirs des Großen aus dem Krieg in Rotruthenien für römisch-katholische Flüchtlinge aus Lemberg gegründet. Der Lokator und der erste Vogt war Hanek, ein Stadtbürger aus Nowy Sącz. Da die Häuser aus Holz errichtet waren, wurden große Teile des Ortes mehrfach Opfer von Bränden; aber auch durch Kriegseinwirkungen wie etwa während der Nordische Kriege wurde die Stadt mehrfach zerstört. Nachdem Polen 1768 durch die Konföderation von Bar in Kriegswirren verwickelt war, besetzte Österreich 1770 Teile der Karpaten und dabei auch Grybów. Somit war die Stadt noch vor der Ersten Teilung Polens Teil Österreichs geworden. 1876 wurde der Ort an das Schienennetz angeschlossen.
Nach dem Ersten Weltkrieg wurde Grybów Teil des wiederentstandenen Polens. Am 6./7. September 1939 begann die Einnahme der Stadt durch die Wehrmacht beim Überfall auf Polen. Am Ende des Zweiten Weltkrieges wurde die Stadt während der Westkarpatischen Operation von der Roten Armee eingenommen. Zur Verteidigung der Stadt hatten die deutsche Wehrmacht die Brücke sowie das Viadukt zerstört. Am Ende des Krieges war die Stadt zu etwa zwei Dritteln zerstört; sie wurde wiederum Teil Polens.

## Landgemeinde
Die Landgemeinde (gmina wiejska) Grybów hat eine Fläche von 153 km² und 16 Ortsteile mit einem Schulzenamt.

## Verkehr
Durch Grybów führt von Ost nach West die Landesstraße 28 (droga krajowa 28) und von Nord nach Süd die Woiwodschaftsstraße 981 (droga wojewódzka 981).
Nach etwa 15 Kilometern in westlicher Richtung führt die Landesstraße 28 nach Nowy Sącz, in derselben Entfernung in östlicher Richtung führt die Straße durch Gorlice.
Die Woiwodschaftsstraße 981 kreuzt im Süden in etwa 18 Kilometern Entfernung die Landesstraße 75 und führt nach weiteren fünf Kilometern nach Krynica-Zdrój. In nördlicher Richtung führt die 981 nach etwa 25 Kilometern nach Ciężkowice.
Die Stadt verfügt über einen eigenen Bahnhof, von dem Direktverbindungen nach Krakau, Tarnów und Nowy Sącz bestehen.
Der nächste internationale Flughafen ist der etwa 100 Kilometer nordwestlich gelegene Flughafen Johannes Paul II. Krakau-Balice. Der Flughafen Rzeszów-Jasionka ist etwa ebensoweit entfernt in nordöstlicher Richtung.

## Partnerstädte
- Nyírtelek, Ungarn
- Veľký Šariš, Slowakei
- Rakošino, Ukraine[4]

## Baudenkmäler
- Synagoge, erbaut 1909

## Bildung
Grybów verfügt über zwei Grundschulen (Szkoła Podstawowa), eine Realschule (Gimnazjum im. Stanisława Konarskiego) und ein Gymnasium (Liceum Ogólnokształcące im. Artura Grottgera). Weiterhin gibt es eine Berufsschule (Zespół Szkół Zawodowych im. Stanisława Staszica)

## Söhne und Töchter
- Odarka Bandriwska (1902–1981), sowjetisch-ukrainische Sängerin, Pianistin und Lehrerin
- Tomasz Poręba (* 1973), Politiker